# Nadleśnictwo Turek
Nadleśnictwo Turek – jednostka organizacyjna Lasów Państwowych podległa Regionalnej Dyrekcji Lasów Państwowych w Poznaniu, której siedziba znajduje się w Turku. Nadleśnictwo Turek położone jest we wschodniej części województwa wielkopolskiego w powiecie tureckim oraz w województwie łódzkim w powiatach
łęczyckim i poddębickim.

## Poczet nadleśniczych Nadleśnictwa Turek
Funkcję nadleśniczego Nadleśnictwa Turek pełnili kolejno:
- inż. Henryk Klimek (1945–1946)
- Zenon Kryszczyński (1946–1947)
- Bronisław Grochowski (1947–1948)
- Roman Kwieciński (1948–1953)
- mgr inż. Leon Kwapiński (1953–1976)
- mgr inż. Jan Radecki-Mikulicz (1977–1980)
- mgr inż. Jan Grzesiak (1981–1983)
- mgr inż. Tadeusz Karbowy (1983–2008)
- mgr inż. Danuta Lewandowska (2008-2017)
- dr inż. Bartosz Perz (2017-2023)
- mgr inż. Łukasz Wyrzykowski (od 2023)